# Ludomír
Ludomír (varianta Ludimír) je mužské křestní jméno. Má slovanský původ, znamená „(jenž) lidu přináší mír“. Ženskou obdobou je Ludomíra.

## Domácké podoby
Luděk, Luďa, Ludomírek, Mirek

## Další varianty
Slovensky: Ľudomír
Polsky: Ludomił, Ludomir

## Známí nositelé
- Ludomir, hudebník
- Ludomir Benedyktowicz, polský malíř, grafik, spisovatel a šachista
- Ludomír Brož, lekař
- Ludomir Goździkiewicz, polský politik
- Ludomir Chronowski, polský atlet
- Ludomír Kocourek
- Ludomír Landa
- Ludomir Newelski, polský matematik a informační technolog
- Ludomir Sznajder, polský specialista
- RNDr. Ing. L'udomír Šlahor CSc., bývalý guvernér slovenské Exportno-importné banky a vedoucí projektů v Credit Suisse Group v Zürichu